# 大清一统志
《大清一统志》（穆麟德轉寫：Daicing gurun i uherileme ejehe bithe），是清朝官修的地理总志，是繼隋《区域图志》，唐《元和郡县图志》，宋《太平寰宇记》、《元丰九域志》，《大元一统志》，《大明一统志》以來的集大成之作。

## 內容
《大清一统志》的內容如下：
- 目錄上
- 上諭
- 表
- 凡例
- 翻譯語解
- 卷一——卷四百二十四

## 編纂過程
《大清一統志》的編纂工作从清康熙二十五年（1686年）一直延續到道光二十二年（1842年），幾乎橫跨兩個世紀。最早在順治十八年（1661年）清廷命令河南巡撫賈漢復督修方誌，开啟清代地方修志之先河。康熙年间保和殿大学士衛周祚最早倡议纂修《一统志》，康熙十一年（1671年）上疏奏请：“各省通志宜修，如天下山川、形势、户口、丁徭、地亩、钱粮、风俗、人物、疆域、险要，宜汇集成帙，名曰《通志》，诚一代之文献，然迄今各省尚未编修，甚属缺典，何以襄我皇上兴隆盛治乎？除河南、陕西已经前抚臣贾汉复纂修进呈外，请敕下直省各督抚，聘集夙儒名贤，接古续今，纂辑成书，总发翰林院，汇为《大清一统志》。”康熙十二年（1672年）十二月，“三藩之乱”起，纂修《大清一统志》事暂被搁置。
康熙二十年（1681年）平定三藩之亂，二十四年（1685年）又擊敗沙俄。清朝國勢空前穩定。康熙二十五年（1686年）清廷又下令编纂《一统志》，設《一統志》館，由陈廷敬、徐乾學领其事，徐乾學被许三礼劾，力请归故里，康熙准他仿司馬光修《通鑑》方式，自帶書局，繼續修纂，並徵姜宸英與黃虞稷偕行，康熙二十九年（1690年）徐乾學設局於蘇州洞庭山，学者顾祖禹、阎若璩、黄仪、胡渭、齐召南等先后參修。因规模宏大，久而未成。康熙三十三年（1694年）徐乾學病逝，韓菼總裁其事，五年後韓菼去世，《大清—統志》又被擱置。
雍正帝繼位後，續修《一統志》，雍正三年，藍鼎元奉派校書內廷，分修《大清一統志》。雍正六年（1728年）命各省修通志，送一統志館，“著各省督撫。將本省通志。重加修葺，務期考據詳明，採摭精當。既無缺略，亦無冒濫以成完善之書如一年未能竣事．或寬至二三年內纂成具奏。”又明确规定，60年修一次方志。雍正十一年（1733年）八月，方苞任《一統志》總裁，提出“行查事項”十四條，要求各省遵循。乾隆五年十一月，《大清一统志》342卷初稿告成。乾隆对于修志事宜尤为关切，所有稿件必亲自过目，认真审核。乾隆九年（1744年）刻印成書，编排次序为：首京師，次直隸、盛京、江蘇、安徽、山西、山東、河南、陝西、甘肅、浙江、江西、湖北、湖南、四川、福建、廣東、廣西、雲南、貴州，外藩及朝贡诸国附录於後。其内容，每省立统部，冠以图、表，首分野，建置沿革、形势、职官、户口、田赋、名宦。省以下各府先是冠以图、表，下分：分野、建置沿革、形势、风俗、城池、学校、户口、田赋、山川、古迹、关隘、津梁、堤堰、陵墓、寺观、名宦、人物、流寓、列女、仙释、土产二十一门。
乾隆二十九年，因新疆劃入國土，御史曹学闵奏称：“《大清一统志》……久已颁行海内，近年来平定準噶爾及回部，拓地二万余里，实为振古未有之丰功。前命廷臣纂修《西域图志》，并令钦天监臣前往测量各部经纬地度，增入舆图。惟《一统志》尚未议及增修，请饬儒臣查照体例，将西域新疆敬谨增入。再查《一统志》自成书以后，迄今又二十余年，各省府厅州县添设裁并多有不同，亦应查照新定之制逐一刊改。”乾隆特诏命重修《一统志》。乾隆二十九年（1764年），由文华殿大学士和珅主持纂修，总纂官有纪昀、陆锡熊、孙士毅，总校官陆费墀等，開始測繪、製作青海、西藏、新疆地區精確的地圖。乾隆四十九年（1784年）续修完成，乾隆五十四年（1789年）正式进呈。
嘉庆十六年（1811年）三修《大清一统志》，由穆彰阿、李佐贤、泮锡恩、廖鸿荃、龚自珍等主持。道光二十二年（1842年）完成，國史館總裁大學士穆彰阿等奏稱：「為接纂〈大清一統志〉全書告成，恭摺奏聞請旨事，竊臣館於嘉慶十六年『經方略館』，奏請將〈大清一統志〉移交補纂，臣等現已督飭在館各員，將全書纂輯繕校完竣，共五百六十卷，凡例、目錄二卷。陸續進伏思，纂輯〈大清一統志〉卷帙浩煩，與臣館常行功課不同……」。有清一代，前后编辑过3部：即康熙《大清一统志》，乾隆《大清一统志》，《嘉庆重修一统志》。

## 台灣問題

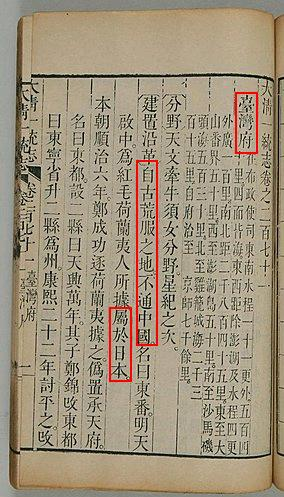
大清一統志「臺灣府建置沿革」關於臺灣的敘述

在乾隆九年（1744年）版本的「臺灣府建置沿革」中有一段文字敘述：“台灣自古荒服之地，不通中國，名曰東番。明天啟中，為紅毛荷蘭夷人所據，屬於（从）日本。”
天啟為1621至1627年，該時期曾發生濱田彌兵衛事件，時日方稱台民族為高砂國且並未對荷人治台提出異議，在清朝已統治臺灣多年、日本則處於鎖國狀態下，因而兩者對台灣島歷史之瞭解均十分稀疏，至今後人對於先人作此誤述的原因仍不詳，道光二十二年（1842年）版則刪去「屬於日本」四字。

## 延伸阅读
[在维基数据编辑]
 《嘉慶重修一統志 (四部叢刊本)》（ 在维基共享资源阅览影像）